# Klassifizierung (Graphentheorie)
Als Klassifizierung oder auch Klassifizierungsproblem bezeichnet man in der Graphentheorie die Zuordnung von Graphen zu einer der beiden wie folgt definierten Klassen:
Klasse 1: Ein Multigraph G dessen Maximalgrad seinen chromatischen Index entspricht, d. h. {\displaystyle \chi ^{\prime }(G)=\Delta (G)}.
Klasse 2: Ein Multigraph G dessen chromatischer Index größer ist als sein Maximalgrad ist, d. h. {\displaystyle \chi ^{\prime }(G)>\Delta (G)}.
Entsprechend seiner Zuordnung wird dann ein Graph dann auch als Klasse 1-Graph oder einen Klasse 2-Graph bezeichnet.